# Бакум Зінаїда Павлівна
Зінаїда Павлівна Бакум (нар. 14 грудня 1960 року в с. Великі Вікнини Збаразького району Тернопільської області) — українська мовознавиця, авторитетна фахівчиня з лінгводидактики й методики навчання української мови, доктор педагогічних наук, професор, професор кафедри української мови Криворізького державного педагогічного університету.

## Основна інформація
Працює в царині методики української мови. Співавтор посібників, рекомендованих Міністерством освіти і науки України ( «Українська мова: Усний і письмовий (диктант) екзамени: Поглиблений етап вивчення» (1998), «Практикум з методики навчання української мови в загальноосвітніх закладах» (2003), «Методика навчання української мови в загальноосвітніх закладах» (2005), «Сучасна українська літературна мова» (2011), «Методика навчання мовознавчих дисциплін у вищій школі» (2015). 
Член науково-методичної ради Криворізького державного педагогічного університету, спеціалізованих рад із захисту кандидатських і докторських дисертацій (Херсонський державний університет, Київський університет імені Бориса Грінченка). Викладає дисципліни «Методика навчання української мови», «Методика викладання української мови у вищій школі», «Інформаційно-комунікаційні засоби навчання мови», «Основи академічного письма». Під керівництвом професора З. П. Бакум захищено 6 кандидатських дисертацій.

## Освіта
1980—1985 — навчалася у Херсонському державному педагогічному інституті за спеціальністю «Українська мова і література». Здобула кваліфікацію «Вчитель української мови та літератури».
1993—1996 — навчання в аспірантурі (спеціальність 13.00.02 — теорія та методика навчання (українська мова) у Криворізькому державному педагогічному університеті.

### Дисертації
1997 — захист дисертації «Лінгводидактична спадщина С. Х. Чавдарова» на здобуття наукового ступеня кандидата педагогічних наук  (Інститут педагогіки АПН України, Київ).
2009  — захист дисертації «Теоретико-методичні засади навчання фонетики в гімназії» [Архівовано 5 жовтня 2021 у Wayback Machine.] на здобуття наукового ступеня доктора педагогічних наук (Херсонський державний університет). Дисертація є теоретико-експериментальним дослідженням проблеми навчання фонетики української мови в гімназії. У ній запропонована система навчання, що забезпечує формування мовної особистості на основі реалізації компетентнісного, особистісно зорієнтованого, системного, проблемного, комунікативно-діяльнісного, етнокультурологічного і функційно-стилістичного підходів, а також підготовку учнів профільних класів до майбутньої професійної діяльності.

### Неформальна освіта
5 січня 2015 — 3 липня 2015 — стажування (очно-дистанційна форма) «Інноваційні технології в освіті», Національна металургійна академія, м. Дніпро.

## Професійна біографія
1992—2011 — працювала асистентом, потім старшим викладачем, доцентом, професором кафедри української мови у Криворізькому державному педагогічному університеті.
2010—2017 — професор, завідувач кафедри інженерної педагогіки та мовної підготовки у Криворізькому національному університеті.
З 2018 — професор кафедри української мови [Архівовано 5 жовтня 2021 у Wayback Machine.] у Криворізькому державному педагогічному університеті.

### Конференції
Брала участь у різноманітних міжнародних конференціях: «Українська мова серед інших слов'янських: етнологічні та граматичні параметри» (Кривий Ріг, 2010), «Американські та британські студії: мовознавство, літературознавство, міжкультурна комунікація» [Архівовано 5 жовтня 2021 у Wayback Machine.] (Київ, 2015), «Східнослов'янські мови та літератури в європейському контексті – VI» (м. Могильов, Білорусь, 2019)

## Праці
Автор понад 100 наукових і навчально-методичних праць, наукових статей у вітчизняних і зарубіжних фахових виданнях .
- Теоретико-методичні засади навчання фонетики української мови в гімназії [Архівовано 5 жовтня 2021 у Wayback Machine.] : монографія. — Кривий Ріг : Видавничий дім, 2008. — 338 с.
- Лінгводидактична спадщина С. Х. Чавдарова. — Кривий Ріг, 1996. — 157 с.
- Інноваційні технології в навчанні рідної мови // Педагогічна освіта : теорія і практика. Психологія. Педагогіка : зб. наук. праць. — К., 2007. — С. 59—65.
- Навчання української мови в старшій школі: реалії та перспективи // Рідна школа. — 2010. — № 7—8. — С. 57—60.
- Принципи навчання фонетики української мови [Архівовано 31 січня 2022 у Wayback Machine.] // Філологічні студії : Науковий вісник Криворізького державного педагогічного університету : зб. наук. праць. — Кривий Ріг, 2009. — Вип. 2. — С. 124—131.
- Проектні технології в підготовці вчителів-словесників [Архівовано 31 січня 2022 у Wayback Machine.] // Філологічні студії : Науковий вісник Криворізького національного університету : зб. наук. праць. — Кривий Ріг, 2015. — Вип. 13. — С. 412—419.
- Українська мова як іноземна: лінгводидактичні проблеми // Філологічні студії : Науковий вісник Криворізького державного педагогічного університету : зб. наук. праць. — Кривий Ріг, 2010. — Вип. 5. — С. 226—232.

А також стала співавтором наукових, навчально-методичних і довідкових видань:
- Калейдоскоп культур (рівень В1) : навч. посібник [Архівовано 31 січня 2022 у Wayback Machine.] / З. П. Бакум, О. О. Пальчикова. — Кривий Ріг, 2014. — 101 с.
- Навчання іноземних мов: крос-культурний підхід : монографія [Архівовано 31 січня 2022 у Wayback Machine.] / З. П. Бакум, О. О. Пальчикова, С. С. Костюк. — Тернопіль : ФОП Осадца Ю. В., 2019. — 288 с.
- Практикум з методики навчання української мови в загальноосвітніх закладах [З. П. Бакум, М. І. Пентилюк та ін.; за ред. М. І. Пентилюк]. — К.: Ленвіт, 2011. — 367 с.
- Практикум з методики навчання мовознавчих дисциплін у вищій школі [Архівовано 31 січня 2022 у Wayback Machine.] : навч. посібник / О. Горошкіна, С. Караман, З. Бакум, О. Караман, О. Копусь / за ред. О. Горошкіної та С. Карамана. —2015. — 250 с.
- Російсько-український тлумачний словник паремій [Архівовано 31 січня 2022 у Wayback Machine.] / Ж. В. Колоїз, З. П. Бакум, Л. А. Білоконенко, Т. І. Вавринюк, Н. М. Малюга, Н. М. Шарманова ; за ред. Ж. В. Колоїз. — Кривий Ріг : ФОП Маринченко С. В., 2016. — 454 с.
- Слово Благовісті : словник-довідник фразем біблійного походження [Архівовано 31 січня 2022 у Wayback Machine.] / Ж. В. Колоїз, З. П. Бакум. — Кривий Ріг : Видавництво «І.В.І. », 2002. — 195 с.
- Українська мова для студентів-іноземців (рівень С1). Ч. 1 [Архівовано 31 січня 2022 у Wayback Machine.] : навчальний посібник. — З.П. Бакум, В.А. Городецька, Н.І. Суховенко — 2013. — 94 с.
- Українська мова для студентів-іноземців (рівень С1). Ч. 2 [Архівовано 31 січня 2022 у Wayback Machine.] : навч. посібник / З. П. Бакум, В. А. Городецька, Н. І. Суховенко. — Кривий Ріг, 2013. — 98 с.
- Українська мова. Усний і письмовий (диктант) екзамени. Поглиблений етап вивчення: посібник у двох книгах для старшокласників загальноосвітніх шкіл, гімназій, ліцеїв та абітурієнтів. — С. О. Караман, О. В. Караман, З .П.  Бакум та ін. — 1998.

## Відзнаки та нагороди
- 2005 - Подяка виконкому Дзержинської районної ради за вагомий особистий внесок у розвиток сфери освіти і науки та підготовку висококваліфікованих спеціалістів.
- 2007 - Грамота ректорату Криворізького державного педагогічного університету за багаторічну сумлінну працю, високий професіоналізм, успіхи у справі і вихованні студентської молоді, плідну наукову діяльність.
- 2008 - Почесна грамота Міністерства освіти і науки України за багаторічну сумлінну працю, особистий внесок у підготовку висококваліфікованих спеціалістів, плідну науково-педагогічну діяльність.
- 2008 - Грамота ректорату Криворізького державного педагогічного університету за особистий внесок у розвиток вищої школи, активну участь у вихованні студентської молоді, плідну науково-педагогічну діяльність.
- 2010 - Почесна грамота Дзержинської районної у місті ради за високий професіоналізм, плідну науково-педагогічну працю, вагомий особистий внесок у підготовку висококваліфікованих фахівців.
- 2011 - Грамота управління освіти і науки виконкому Криворізької міської ради за вагомий особистий внесок у розвиток національної освіти та науки, підготовку кваліфікованих спеціалістів.
- 2011 - Грамота ректорату Криворізького державного педагогічного університету за досягнуті особисті результати в науково-дослідницькій роботі у 2010 р.
- 2012 - Почесна грамота Дніпропетровської обласної ради за значний особистий внесок у розвиток вищої освіти і вітчизняної науки, багаторічну сумлінну працю, високий професіоналізм, активну громадську діяльність.
- 2012 - Грамота ректорату Криворізького державного педагогічного університету за досягнуті особисті результати в науково-дослідницькій роботі у 2011 р.
- 2016 - Грамота виконкому Криворізької міської ради за високий професіоналізм, сумлінну працю, ініціативність, творчість, вагомий особистий внесок у розвиток національної освіти і науки, підготовку кваліфікованих спеціалістів.